# Karl Carstens
Karl Carstens (14 tháng 12 năm 1914 – 30 tháng 5 năm 1992) là chính trị gia người Đức. Ông giữ chức Tổng thống Cộng hoà Liên bang Đức (Tây Đức) từ năm 1979 đến năm 1984.